# Erik Jarvik
Anders Erik Vilhelm Jarvik (* 30. November 1907 in Utby, Schweden; † 11. Januar 1998 in Stockholm, Schweden) war ein schwedischer Paläozoologe, der besonders durch seine intensiven Arbeiten über Eusthenopteron foordi (Sarcopterygii) bekannt wurde. In seiner über 60-jährigen Karriere produzierte Jarvik eine so detaillierte Anatomie dieses Fisches, dass Eusthenopteron als das wohl bestuntersuchte Fossil gilt.

## Leben
Jarvik wurde auf einer Farm in Utby in Västergötland geboren. Er studierte bis 1937 Botanik, Zoologie, Geologie und Paläontologie an der Universität Uppsala. 1942 wurde er mit dem Thema Über die Struktur der Schnauze bei Crossopterygiern und niederen Gnathostomen im Allgemeinen promoviert. Er hatte schon 1932 an der Grönlandexpedition von Gunnar Säve-Söderbergh mitgewirkt und war ab 1937 Assistent am Department für Paläozoologie des Schwedischen Museums für Geschichte in Stockholm. 1960 folgte Jarvik seinem Lehrer Erik Stensiö als Professor und Abteilungsleiter. 1972 schied er aus dem Berufsleben aus.

### Wissenschaftliche Arbeit
Jarviks wissenschaftliche Arbeit bezog sich überwiegend auf Sarcopterygii. Sein Hauptinteresse galt den Rhipidistia, welche er in zwei Gruppen aufteilte: die Osteolepiformes und die Porolepiformes. Er veröffentlichte mehrere deskriptive Arbeiten über die devonischen Sarcopterygii. Insbesondere trug er mit detaillierten Studien zur Anatomie des Craniums von Eusthenopteron foordi bei. Die hierbei verwendeten Techniken wurden dann auch bei Untersuchungen am Cranium von Glyptolepis groenlandica angewandt.
Jarvik schlug teilweise kontroverse Hypothesen über die prinzipielle Struktur des Vertebratenschädels und über die Entstehung der Tetrapoden vor. Seine Sichtweisen wurden jedoch kaum akzeptiert und auch in die heutige Paläontologie nicht übernommen. Dennoch ist etwa seine Auffassung vom doppelten Ursprung der Tetrapoden noch nicht endgültig „vom Tisch“. Charakteristisch für ihn war ein extrem „idealistischer“, antifunktionalistischer Standpunkt in der Morphologie – wenn er etwa an jedem Kiemenbogen alle („vorgesehenen“) Teile gewaltsam wiederfinden wollte, auch an den zwei prämandibulären („vor dem Kieferbogen gelegenen“), für deren jemalige Existenz es keinerlei (von anderen akzeptierte) Belege gibt.
Jarvik studierte ferner die Anatomie und Beziehungen von Lungenfischen, welche er für relativ primitive Gnathostomata hielt, angeblich am nächsten verwandt mit Holocephali (Jarvik 1980b). Jarvik trug außerdem zu einer Anzahl an klassischen Problemen in der vergleichenden Anatomie bei, so zur Entstehung der Vertebraten, oder zur Homologie der frontalen und parietalen Knochen bei Fischen und Tetrapoden. Auch zur Ableitung der Gehörknöchelchen hatte er eigene Ansichten (Jarvik 1980b).
Einige von Jarviks Sichtweisen zur Entstehung der Vertebraten stehen wieder im vollen Kontrast zur allgemeinen Auffassung der Paläontologen. Dennoch haben seine anatomischen Arbeiten über Eusthenopteron foordi die Grundlagen für die moderne Forschung an Übergangsarten zwischen Fischen und Tetrapoden gelegt. Zum Schluss untersuchte Jarvik noch die Anatomie von Ichthyostega so gründlich und detailliert, dass hieraus eine einzigartige Monographie mit einer Vielzahl an fotografischen Dokumentationen entstand (welche schon in den Jahren 1929 bis 1955 gemacht worden waren). Allerdings ließ er während der fast 50 Jahre dauernden Untersuchung keine anderen Experten das Fossil untersuchen. Erst nach seinem Tod wurden einfache Fehler in seinen Zwischenberichten richtiggestellt.
Jarvik war Mitglied der Schwedischen Akademie der Wissenschaften und der Französischen Akademie der Wissenschaften sowie Ritter des Wasaordens. Der Lungenfisch Jarvikia und der Osteolepiforme Jarvikina wurden nach ihm benannt.

## Schriften
- Théories de l'évolution des vertébrés reconsidérées à la lumière des récentes découvertes sur les vertébrés inférieurs. Masson, Paris 1960.
- Basic Structure and Evolution of Vertebrates, 2 Vols. Academic Press, London 1980